# Articolazioni della mano

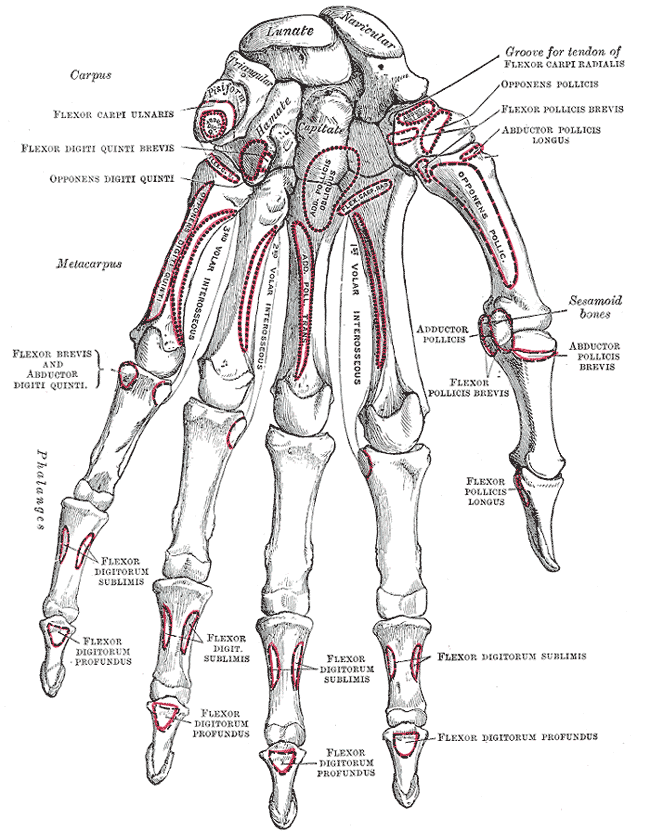
Veduta palmare delle ossa di una mano.

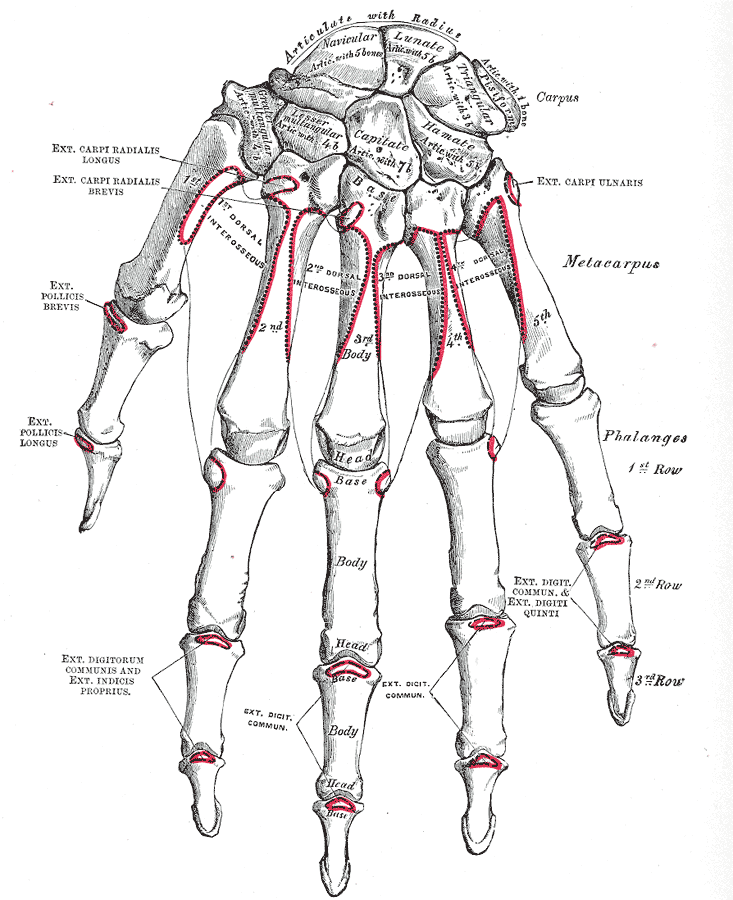
Veduta dorsale delle ossa di una mano.

I complessi movimenti permessi alla mano sono il risultato del succedersi ravvicinato, in senso prossimo distale, di più articolazioni mobili che, instaurandosi tra le ossa che compongono la mano stessa, permettono di distinguerne più segmenti. Si contano nella mano 27 ossa in tutto, divise tra ossa del carpo (8), del metacarpo (5) e le falangi delle dita (14). In base al segmento della mano considerato si distinguono:
- Articolazioni del polso
- Articolazioni del carpo
- Articolazioni del metacarpo
- Articolazioni delle dita

## Articolazioni del polso e del carpo

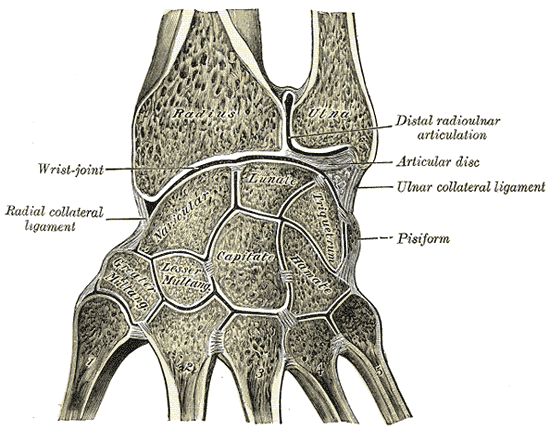
Sezione frontale delle articolazioni del polso e del carpo.

Sono sei distinte cavità articolari che, dal polso al metacarpo, si succedono a breve distanza l'una dall'altra.

### Articolazione radio-ulnare distale
L'articolazione radio-ulnare distale è un ginglimo laterale che si instaura tra l'incisura ulnare del radio e il capitello dell'ulna e permette i movimenti di pronazione e supinazione sia della mano che dell'avambraccio.
La porzione distale della cavità articolare dell'articolazione radio-ulnare distale si dispone parallelamente all'articolazione radio-carpale ed è separata da questa dal solo legamento triangolare.

### Articolazione radio-carpale
È un'articolazione condiloidea che si stabilisce tra le ossa della fila prossimale del carpo, che riunite assieme ne formano il condilo, e la cavità glenoide costituita dalla superficie articolare carpale del radio e il legamento triangolare. Anteriormente e posteriormente la capsula articolare origina dal contorno della faccia articolare carpale del radio e dal margine anteriore e posteriore del legamento triangolare per inserirsi al margine anteriore e posteriore delle faccette articolari radiali del navicolare, del semilunare e del piramidale. Lateralmente origina dal processo stiloide del radio e si inserisce al margine laterale della faccetta articolare radiale del navicolare. Medialmente origina dal processo stiloide dell'ulna e si inserisce al margine mediale della faccetta articolare radiale del piramidale. Distalmente la cavità articolare si chiude tramite i legamenti interossei che, tendendosi tra i margini delle faccette articolari radiali delle ossa della fila prossimale del carpo, ne fanno un sol corpo e contribuiscono a separare l'articolazione radio-carpale dall'articolazione mediocarpale.

### Articolazione piso-piramidale
È un'articolazione artrodia che si stabilisce tra la faccia articolare piso-piramidale del pisiforme e la faccetta articolare piso-piramidale del piramidale. La capsula articolare si tende, dorsalmente al pisiforme, lungo i margini delle due faccette articolari, entrambe di forma circolare.

### Articolazione mediocarpale
Sebbene venga descritta come un'unica articolazione, essa è costituita da più articolazioni le cui cavità articolari sono collegate tra loro a formare un'unica cavità articolare.
In particolare distinguiamo:
- un'articolazione mediocarpale propria, che si stabilisce tra la fila prossimale e quella distale delle ossa carpali, trovandosi quindi nel mezzo del carpo. In questa articolazione possiamo individuare una porzione laterale e una mediale. La prima forma un'articolazione artrodia, costituita dall'articolazione del navicolare con il trapezio e il trapezoide. La seconda forma un'articolazione condiloidea, dove il condilo è formato dall'articolazione tra loro del capitato e dell'uncinato mentre la cavità glenoide è costituita dall'articolazione tra loro di navicolare, semilunare e piramidale.
- le articolazioni intercarpali, delle articolazioni artrodie che si stabiliscono tra le ossa adiacenti di ciascuna delle due file del carpo. Se ne contano cinque, delle quali due nella fila prossimale e tre nella fila distale del carpo, che sono: articolazione scafo-semilunare, articolazione lunato-piramidale, articolazione trapezio-trapezoide, articolazione capitato-trapezoide e articolazione capitato-uncinata.

Allo stesso modo, nell'articolazione mediocarpale, possiamo individuare più porzioni della capsula articolare:
- una porzione intercarpale prossimale, che si tende tra i margini delle faccette articolari intercarpali di navicolare, semilunare e piramidale.
- una porzione mediocarpale, che origina dei margini delle faccette articolari mediocarpali di navicolare, semilunare e piramidale e si inserisce ai margini delle faccette articolari mediocarpali di trapezio, trapezoide, capitato e uncinato.
- una porzione intercarpale distale, che si tende tra i margini delle faccette articolari intercarpali di trapezio, trapezoide, capitato e uncinato.

### Articolazione carpo-metacarpale mediale
Similmente all'articolazione mediocarpale, l'articolazione carpo-metacarpale è formata da più articolazioni, tutte artrodie, accomunate da un'unica capsula articolare. In particolare distinguiamo:
- le articolazioni carpo-metacarpali proprie, che si stabiliscono tra ciascuna delle ossa metacarpali e le ossa del carpo che con essa si articolano.
- le articolazioni intermetacarpali, che si stabiliscono tra le faccette articolari intermetacarpali della base delle ultime quattro ossa metacarpali.

Allo stesso modo possiamo individuare più porzioni della capsula articolare:
- una porzione carpo-metacarpale, che origina dai margini delle faccette articolari metacarpali di trapezio, trapezoide, capitato e uncinato e si inserisce ai margini delle faccette articolari carpali della base delle ultime quattro ossa metacarpali.
- una porzione intermetacarpale, che si tende tra i margini delle faccette articolari intermetacarpali della base delle ultime quattro ossa metacarpali.

### Articolazione carpo-metacarpale laterale
A differenza delle articolazioni carpo-metacarpali mediali, è un'articolazione a sella e pertanto possiede una maggiore mobilità. Si instaura tra la faccetta articolare metacarpale laterale del trapezio e la superficie articolare carpale della base del primo osso metacarpale. La capsula si tende tra il margine palmare, dorsale, mediale e laterale delle faccette articolari del trapezio e della base del primo osso metacarpale. Talvolta l'articolazione può essere completata anteriormente dalle due ossa sesamoidee comprese nei tendini del muscolo flessore breve del pollice e del muscolo adduttore del pollice.

## Legamenti dell'articolazione del polso e del carpo

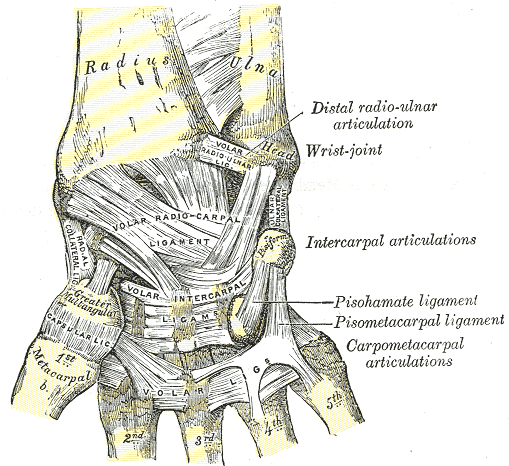
Veduta palmare dell'articolazione del polso e del carpo.

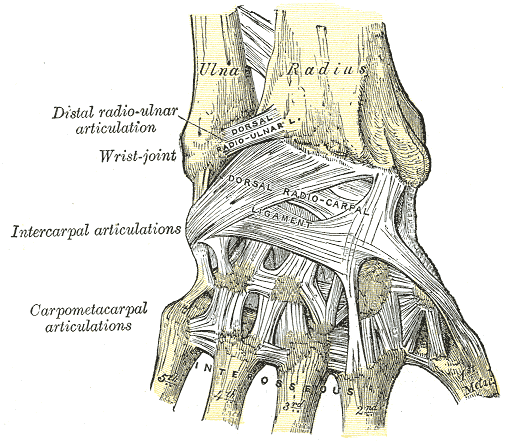
Veduta dorsale dell'articolazione del polso e del carpo.

I legamenti dell'articolazione del polso e del carpo sono una serie di legamenti intrinseci che contribuiscono a rinforzare ciascuna delle capsule articolari che si succedono lungo il polso e il carpo. Fa eccezione la sola articolazione piso-piramidale che non ne possiede.

### Legamenti radio-ulnari
I legamenti radio-ulnari sono compresi nell'articolazione radio-ulnare distale. Di rilevanza per l'articolazione del polso è il legamento triangolare, che separa l'ulna dalle ossa del carpo e contribuisce a formare nella porzione mediale la cavità articolare radio-carpale.

### Legamento radio-carpale palmare
Origina dal processo stiloide del radio e dal margine anteriore della cavità articolare carpale del radio si inserisce sulla superficie anteriore del semilunare e della testa del capitato.

### Legamento radio-carpale dorsale
Origina dal processo stiloide del radio e dal margine posteriore della cavità articolare carpale del radio e si inserisce sulla superficie dorsale dello scafoide, del semilunare e della testa del capitato.

### Legamento radio-carpale collaterale
Il legamento collaterale radio-carpale origina dall'apice del processo stiloide del radio e si inserisce alla superficie laterale dello scafoide sul tubercolo dello scafoide. Il legamento contribuisce a chiudere lateralmente la cavità articolare radio-carpale.

### Legamento ulno-carpale
Origina dal margine anteriore della faccetta articolare della testa dell'ulna, si inserisce prima al margine anteriore del legamento triangolare e da qui si porta alla superficie anteriore del semilunare e della testa del capitato.

### Legamento ulno-carpale collaterale
Il legamento collaterale ulno-carpale origina dall'apice del processo stiloide dell'ulna e si inserisce con due distinti fasci alla superficie mediale del pisiforme e del piramidale. Il legamento contribuisce a chiudere medialmente la cavità articolare radio-carpale.

### Legamenti intercarpali prossimali
I legamenti intercarpali prossimali si stabiliscono tra le ossa della fila prossimale del carpo e contribuiscono a rafforzare la porzione prossimale della capsula articolare dell'articolazione mediocarpale. Distinguiamo tre tipi di legamenti intercarpali:
- legamenti intercarpali interossei, che si tendono tra il margine prossimale delle faccette articolari intercarpali di due ossa carpali adiacenti e contribuiscono a separare la cavità articolare radio-carpale dalla cavità articolare mediocarpale. Se ne contano due: il legamento intercarpale interosseo scafo-semilunare e il legamento intercarpale interosseo lunato-piramidale.
- legamenti intercarpali palmari, che si tendono tra il margine palmare delle faccette articolari intercarpali di due ossa carpali adiacenti e contribuiscono a chiudere anteriormente la cavità articolare mediocarpale. Se ne contano due: il legamento intercarpale palmare scafo-semilunare e il legamento intercarpale palmare lunato-piramidale.
- legamenti intercarpali dorsali, che si tendono tra il margine dorsale delle faccette articolari intercarpali di due ossa carpali adiacenti e contribuiscono a chiudere posteriormente la cavità articolare mediocarpale. Se ne contano due: il legamento intercarpale dorsale scafo-semilunare e il legamento intercarpale dorsale lunato-piramidale.

### Legamenti mediocarpali
I legamenti intercarpali mediocarpali si stabiliscono tra le ossa della fila prossimale e quelle della fila distale del carpo. Questi legamenti contribuiscono a rafforzare la porzione mediocarpale della capsula articolare dell'articolazione mediocarpale. Distinguiamo due tipi di legamenti mediocarpali:
- legamenti mediocarpali palmari, che si tendono tra il margine palmare delle faccette articolari mediocarpali di due ossa carpali adiacenti e contribuiscono a chiudere anteriormente la cavità articolare mediocarpale. Se ne contano cinque: il legamento mediocarpale palmare trapezio-navicolare, il legamento mediocarpale palmare trapezoido-navicolare, il legamento mediocarpale palmare capitato-navicolare, il legamento mediocarpale palmare capitato-semilunare e il legamento mediocarpale palmare uncinato-piramidale. Questi ultimi tre, il legamento mediocarpale palmare capitato-navicolare, il legamento mediocarpale palmare capitato-semilunare e il legamento mediocarpale palmare uncinato-piramidale si fondono con i fasci più profondi del legamento radio-carpale palmare e del legamento ulno-carpale che li ricoprono.
- legamenti mediocarpali dorsali, che si tendono tra il margine dorsale delle faccette articolari mediocarpali di due ossa carpali adiacenti e contribuiscono a chiudere dorsalmente la cavità articolare mediocarpale. Se ne contano cinque: il legamento mediocarpale dorsale trapezio-navicolare, il legamento mediocarpale dorsale trapezoido-navicolare, il legamento mediocarpale dorsale capitato-navicolare, il legamento mediocarpale dorsale capitato-semilunare e il legamento mediocarpale dorsale uncinato-piramidale.
- legamento mediocarpale collaterale mediale, che origina dalla superficie mediale dell'osso piramidale e si inserisce nella superficie mediale dell'osso uncinato. Il legamento contribuisce a chiudere medialmente la cavità articolare mediocarpale.
- legamento mediocarpale collaterale laterale, che dal tubercolo del navicolare si porta alla superficie laterale dell'osso trapezio. Il legamento contribuisce a chiudere lateralmente la cavità articolare mediocarpale.

### Legamenti intercarpali distali
I legamenti intercarpali distali si stabiliscono tra le ossa della fila distale del carpo e contribuiscono a rafforzare la porzione distale della capsula articolare dell'articolazione mediocarpale. Distinguiamo tre tipi di legamenti intercarpali:
- legamenti intercarpali interossei, che si tendono tra il margine distale delle faccette articolari intercarpali di due ossa carpali adiacenti e contribuiscono a separare la cavità articolare carpo-metacarpale dalla cavità articolare mediocarpale. Se ne contano tre: il legamento intercarpale interosseo trapezio-trapezoideo, il legamento intercarpale interosseo capitato-trapezoideo e il legamento intercarpale interosseo capitato-uncinato.
- legamenti intercarpali palmari, che si tendono tra il margine palmare delle faccette articolari intercarpali di due ossa carpali adiacenti e contribuiscono a chiudere anteriormente la cavità articolare mediocarpale. Se ne contano tre: il legamento intercarpale palmare trapezio-trapezoideo, il legamento intercarpale palmare capitato-trapezoideo e il legamento intercarpale palmare capitato-uncinato.
- legamenti intercarpali dorsali, che si tendono tra il margine dorsale delle faccette articolari intercarpali di due ossa carpali adiacenti e contribuiscono a chiudere posteriormante la cavità articolare mediocarpale. Se ne contano tre: il legamento intercarpale dorsale trapezio-trapezoideo, il legamento intercarpale dorsale capitato-trapezoideo e il legamento intercarpale dorsale capitato-uncinato.

### Legamenti carpo-metacarpali
I legamenti carpo-metacarpali si stabiliscono tra ciascuna delle ossa metacarpali e le ossa del carpo che con essa si articolano. Questi legamenti contribuiscono a rafforzare anteriormente la capsula articolare dell'articolazione carpo-metacarpale. Distinguiamo due tipi di legamenti carpo-metacarpali:
- legamenti carpo-metacarpali palmari, che dal margine palmare della faccetta articolare carpale dell'osso metacarpale si portano alla superficie palmare delle ossa carpali con cui si articola e contribuiscono a chiudere anteriormente la cavità articolare carpo-metacarpale. Se ne contano cinque, uno per ciascun osso metacarpale. Il legamento carpo-metacarpale palmare del primo osso metacarpale origina dalla faccia palmare della base del primo osso metacarpale e si inserisce nella superficie palmare dell'osso trapezio. Il legamento carpo-metacarpale palmare del secondo osso metacarpale origina dalla faccia palmare della base del secondo osso metacarpale e si inserisce nella superficie palmare dell'osso trapezio, del trapezoide e del capitato. Il legamento carpo-metacarpale palmare del terzo osso metacarpale origina dalla faccia palmare della base del terzo osso metacarpale e si inserisce nella superficie palmare dell'osso capitato. Il legamento carpo-metacarpale palmare del quarto osso metacarpale origina dalla faccia palmare della base del quarto osso metacarpale e si inserisce nella superficie palmare dell'osso capitato e dell'osso uncinato. Il legamento carpo-metacarpale palmare del quinto osso metacarpale origina dalla faccia palmare della base del quinto osso metacarpale e si inserisce alla superficie palmare dell'osso uncinato.
- legamenti carpo-metacarpali dorsali, che dal margine dorsale della faccetta articolare carpale dell'osso metacarpale si portano alla superficie dorsale delle ossa carpali con cui si articola e contribuiscono a chiudere dorsalmente la cavità articolare carpo-metacarpale. Se ne contano cinque, uno per ciascun osso metacarpale. Il legamento carpo-metacarpale dorsale del primo osso metacarpale origina dalla faccia dorsale della base del primo osso metacarpale e si inserisce nella superficie dorsale dell'osso trapezio. Il legamento carpo-metacarpale dorsale del secondo osso metacarpale origina dalla faccia dorsale della base del secondo osso metacarpale e si inserisce nella superficie dorsale dell'osso trapezio, del trapezoide e del capitato. Il legamento carpo-metacarpale dorsale del terzo osso metacarpale origina dalla faccia dorsale della base del terzo osso metacarpale e si inserisce nella superficie dorsale dell'osso capitato. Il legamento carpo-metacarpale dorsale del quarto osso metacarpale origina dalla faccia dorsale della base del quarto osso metacarpale e si inserisce nella superficie dorsale dell'osso capitato e dell'osso uncinato. Il legamento carpo-metacarpale dorsale del quinto osso metacarpale origina dalla faccia dorsale della base del quinto osso metacarpale e si inserisce nella superficie dorsale dell'osso uncinato.
- legamento carpo-metacarpale collaterale mediale, che originando dalla superficie mediale dell'osso uncinato si inserisce nella superficie mediale della base del quinto osso metacarpale. Il legamento contribuisce a chiudere medialmente l'articolazione carpo-metacarpale.
- legamento carpo-metacarpale collaterale laterale, che originando dalla superficie laterale della base del secondo osso metacarpale si inserisce sulla superficie distale dell'osso trapezio. I suoi fasci più prossimali talvolta si fondono con la capsula articolare dell'articolazione carpo-metacarpale laterale. Il legamento contribuisce a chiudere lateralmente l'articolazione carpo-metacarpale.

### Legamenti intermetacarpali
I legamenti intermetacarpali si stabiliscono tra le basi delle ultime quattro ossa metacarpali e contribuiscono a rafforzare la porzione intermetacarpale della capsula articolare dell'articolazione carpo-metacarpale. Distinguiamo tre tipi di legamenti intermetacarpali:
- legamenti intermetacarpali interossei, che si tendono tra il margine distale delle faccette articolari intermetacarpali della base di due ossa metacarpali adiacenti e contribuiscono a chiudere distalmente la cavità articolare carpo-metacarpale.
- legamenti intermetacarpali palmari, che si tendono tra il margine palmare delle faccette articolari intermetacarpali della base di due ossa metacarpali adiacenti e contribuiscono a chiudere anteriormente la cavità articolare carpo-metacarpale.
- legamenti intermetacarpali dorsali, che si tendono tra il margine dorsale delle faccette articolari intermetacarpali della base di due ossa metacarpali adiacenti e contribuiscono a chiudere posteriormante la cavità articolare carpo-metacarpale.

### Legamenti piso-uncinato e piso-metacarpale
Dalla superficie distale dell'osso pisiforme originano due legamenti estrinseci:
- legamento piso-uncinato, che dal pisiforme si porta all'uncino dell'osso uncinato.
- legamento piso-metacarpale, che dal pisiforme si porta alla superficie anteriore della base del quinto osso metacarpale.

I due legamenti rappresentano una espansione distale del tendine del muscolo flessore ulnare del carpo, del quale il pisiforme rappresenta un osso sesamoide.

## Articolazioni del metacarpo

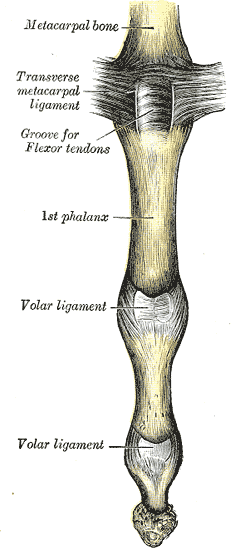
Veduta volare delle articolazioni delle dita.

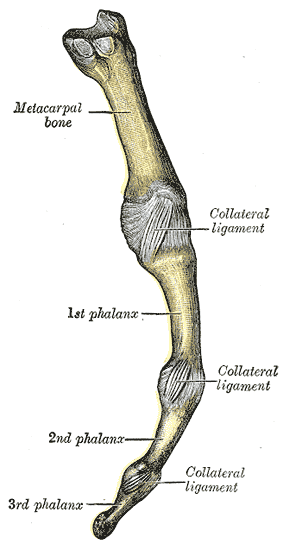
Veduta mediale delle articolazioni delle dita.

Sono le articolazioni che le ossa metacarpali stabiliscono prossimalmente tra loro e distalmente con le prime falangi.

### Articolazioni intermetacarpali
Sono presenti tra le ultime quattro ossa del metacarpo e si instaurano tra le faccette articolari intermetacarpali della base di ossa metacarpali adiacenti e sono comprese nell'articolazione carpo-metacarpale.

### Articolazioni metacarpo-falangee
È un'articolazione condiloidea che si instaura tra il condilo della testa di ciascuna delle ossa metacarpali e la cavità glenoidea della relativa prima falange. La cavità glenoide è completata sul margine palmare da una fibrocartilagine articolare, detta fibrocartilagine glenoidea. La capsula articolare, originando dai margini della cartilagine articolare del condilo della testa dell'osso metacarpale, si inserisce lungo il margine della cartilagine articolare della cavità glenoidea della prima falange e della fibrocartilagine glenoidea.

## Legamenti dell'articolazione del metacarpo
Sono i legamenti che connettono le ossa metacarpali tra loro e con le prime falangi.

### Legamento trasverso delle teste delle ossa metacarpali
Il legamento trasverso delle teste delle ossa metacarpali è un legamento estrinseco nastriforme che, originando dalla superficie palmare della testa del secondo osso metacarpale si porta medialmente inserendosi sulla superficie palmare delle teste delle ultime tre ossa metacarpali.

### Legamenti metacarpo-falangei delle ultime quattro dita
I legamenti metacarpo-falangei sono legamenti intrinseci che contribuiscono a rafforzare la capsula articolare dell'articolazione metacarpo-falangea delle ultime quattro ossa metacarpali. Per ognuna di esse distinguiamo tre tipi di legamenti metacarpo-falangei:
- legamento metacarpo-falangeo palmare, che dalla superficie palmare della testa dell'osso metacarpale si inserisce alla superficie palmare della base della prima falange. Il legamento si presenta insolcato longitudinalmente dal solco tendineo prodotto dal tendine del muscolo flessore profondo delle dita.
- legamento metacarpo-falangeo collaterale laterale, che dalla superficie laterale della testa dell'osso metacarpale si inserisce alla superficie laterale della base della prima falange.
- legamento metacarpo-falangeo collaterale mediale, che dalla superficie mediale della testa dell'osso metacarpale si inserisce alla superficie mediale della base della prima falange.

### Legamenti metacarpo-falangei del primo dito
I legamenti metacarpo-falangei del primo dito sono i legamenti intrinseci che contribuiscono a rafforzare la capsula articolare della prima articolazione metacarpo-falangea. Essi sono simili a quelli delle articolazioni metacarpo-falangei delle ultime quattro dita, distinguendosi però per la presenza nella prima articolazione metacarpo falangea di due ossa sesamoidi, dette osso sesamoide mediale o osso sesamoide ulnare e osso sesamoide laterale o osso sesamoide radiale. Distinguiamo quattro legamenti metacarpo-falangei nel primo dito:
- legamento metacarpo-falangeo palmare, che dalla superficie palmare della testa del primo osso metacarpale si inserisce alla superficie palmare della base della prima falange del pollice.
- legamento metacarpo-falangeo collaterale laterale, che dalla superficie laterale della testa dell'osso metacarpale si inserisce prima sull'osso sesamoide laterale e poi sulla superficie laterale della base della prima falange.
- legamento metacarpo-falangeo collaterale mediale, che dalla superficie mediale della testa dell'osso metacarpale si inserisce prima sull'osso sesamoide mediale e poi sulla superficie mediale della base della prima falange.
- legamento intersesamoideo, che dalla superficie palmare dell'osso sesamoide mediale si inserisce alla superficie palmare dell'osso sesamoide laterale.

## Articolazioni delle dita
Sono le articolazioni che connettono tra loro le falangi delle dita e sono per questo dette interfalangee.

### Articolazioni interfalangee
Una articolazione interfalangea è un ginglimo angolare che connette due falangi e si instaura tra la troclea della testa delle falange più prossimale e la cavità glenoidea della base della falange più distale tra le due. La cavità glenoidea della base della falange più distale è completata sul margine palmare da una fibrocartilagine articolare, detta fibrocartilagine glenoidea. La capsula articolare, originando dai margini della troclea della testa della falange più prossimale, si inserisce al margine della cartilagine articolare della cavità glenoide e della fibrocartilagine glenoidea della base della falange più distale.
In ciascun dito si individuano due articolazioni interfalangee:
- Un'articolazione interfalangea prossimale o prima articolazione interfalangea, che si instaura tra prima e seconda falange di un dito.
- Un'articolazione interfalangea distale o seconda articolazione interfalangea, che si instaura tra seconda e terza falange di un dito.

Fa eccezione il pollice, nel quale l'unica articolazione interfalangea presente si instaura tra la falange prossimale e la falange distale del pollice.

## Legamenti delle articolazioni delle dita
Sono legamenti che connettono tra loro le falangi delle dita e sono per questo detti interfalangei.

### Legamenti interfalangei
I legamenti interfalangei sono legamenti intrinseci che contribuiscono a rafforzare le capsule articolari delle articolazioni interfalangee. Per ognuna delle articolazioni interfalangee distinguiamo tre tipi di legamenti interfalangee:
- legamento interfalangeo palmare, che dalla superficie palmare della testa della falange prossimale si inserisce alla superficie palmare della base della falange distale. Il legamento si presenta insolcato longitudinalmente dal solco del tendine del muscolo flessore profondo delle dita.
- legamento interfalangeo collaterale laterale, che dalla superficie laterale della testa della falange prossimale si inserisce alla superficie laterale della base della falange distale.
- legamento interfalangeo collaterale mediale, che dalla superficie mediale della testa della falange prossimale si inserisce alla superficie mediale della base della falange distale.